# Greta oto
Greta oto (лат.) — вид бабочек из подсемейства данаид (Danainae) в составе семейства нимфалид (Nymphalidae). 

## Распространение
Ареал вида охватывыает Центральную до Южную Америку, на юге вплоть до Чили. На севере известны залёты мигрирующих бабочек в Мексику и Техас (США). В Южной Америке бабочки населяют влажные леса Амазонки), где являются одним из наиболее многочисленных видов.

## Описание
Размах крыльев у Greta oto от 5,5 до 6 см. Ткань между жилками на крыльях у бабочки прозрачна, потому что лишена цветных чешуек. Непрозрачные границы крыльев имеют тёмно-коричневый цвет, иногда оловянного с красным или рыжим отблеском, а само тело — также тёмного цвета.
Яйца самка Greta oto откладывает на растения рода цеструм, которыми потом будет питаться гусеница и в то же время набирать в ткани ядовитые алкалоиды. В будущем взрослая бабочка станет на вкус противная для хищников, таких, например, как птицы. Гусеница красная и пурпурная с полосками.

## Питание

### Имаго
Взрослые бабочки пьют нектар цветков различных растений.

### Гусеница
Гусеница питается листьями растений рода цеструм (Cestrum).